# Paul Hoffmann (neurophysiologiste)
Pour les articles homonymes, voir Paul Hoffmann et Hoffmann.
Paul Hoffmann (né le 1er juillet 1884 à Dorpat et mort le 9 mars 1962 à Fribourg-en-Brisgau) est un neurophysiologiste allemand surtout connu pour son analyse électrophysiologique du réflexe monosynaptique par stimulation des nerfs mixtes 
(nommé « réflexe H » en référence à la lettre initiale de son nom), et par sa description, en 1915, du « signe de régénération nerveuse de Hoffmann », simultanément avec celle, analogue, du Français Jules Tinel mais indépendamment de ce dernier.

## Carrière médicale
Fils de l'interniste Friedrich Hoffmann (1843-1924), il entreprend lui-même ses études de médecine aux universités de Leipzig, de Marburg et de Berlin, dont il sort diplômé en 1909.
En 1911, il est nommé assistant de Max von Frey à l'université de Wurtzbourg. Il publie trente-deux articles avant le début de la Première Guerre mondiale, et pendant la guerre, il sert dans plusieurs hôpitaux de campagne allemands en France ainsi qu'à l' hôpital militaire de Wurtzbourg,.
Ses premiers travaux portent surtout sur les potentiels d'action et l'électrophysiologie des nerfs. Il est un auteur et chercheur prolifique et a été salué par certains comme le père de la  neurophysiologie allemande moderne.
En 1917, il est nommé professeur associé à l'université Humboldt de Berlin et, en 1924 directeur de l'Institut de Physiologie de l'université de Fribourg-en-Brisgau. Celle-ci est complètement détruite par un raid aérien en 1944, mais plus tard Hoffmann continue son travail dans un nouveau bâtiment, jusqu'à sa retraite en 1954.
Il est titulaire de diplômes honoraires de l'université Humboldt de Berlin et de l'université de Zurich.

## Le signe de Hoffmann-Tinel
C'est en mars et en août 1915, quelques mois seulement avant Jules Tinel que Hoffmann publie deux articles dans la revue Medizinische Klinic, décrivant une méthode d'évaluation du succès des sutures de nerfs et de la régénération nerveuse. Ce signe est positif lorsque le tapotement sur le trajet d'un nerf lésé en aval de la lésion produit une sensation de picotement qui n'est cependant ni durable, ni intense,,. En octobre 1915, dans un contexte identique de traumatismes de nerfs périphériques sur blessures de guerre, Jules Tinel décrit le même phénomène en français sous le nom de  « signe du fourmillement »,.
Bien que détenant l'antériorité de la publication du phénomème, Hoffmann ne parvient pas à en obtenir une large reconnaissance. Après la guerre, ce sont les recherches de Tinel qui sont les plus diffusées et dans toutes les régions hormis  l'Allemagne il est connu comme le signe de Tinel.